# ليو غاميز
ليو غاميز (بالإسبانية: Leo Gamez)‏ (8 أغسطس 1963 بفنزويلا - ) هو ملاكم فنزويلي، صنّف ضمن فئة وزن الذبابة الخفيف ‏ ووزن الذبابة الممتاز ‏ ووزن الذبابة وMini flyweight ‏.

## إحصائيات
خاض خلال مسيرته 48 نزالا، فاز في 35 وتعادل في 1 وخسر في 12. فاز بالضربة القاضية في 26 نزالا.

## روابط خارجية
- ليو غاميز على موقع بوكس ريك (الإنجليزية) (registration required)